# Cociuba Mare (gmina)
Cociuba Mare – gmina w Rumunii, w okręgu Bihor. Obejmuje miejscowości Cociuba Mare, Cărăsău, Cheșa i Petid. W 2011 roku liczyła 2798 mieszkańców.